# Giuseppe Falco
Giuseppe Falco (Napoli, 3 gennaio 1972 – Trieste, 21 novembre 2024) è stato un cestista italiano.
Fu formalmente campione italiano nella stagione 1990-91 con la Phonola Caserta.
In Serie A1 disputò anche otto incontri con la Mabo Pistoia nella Serie A1 1998-99.

## Palmarès
- Campionato italiano: 1

Caserta: 1990-91